# Đại học Pavia
Đại học Pavia (tiếng Ý: Università degli Studi di Pavia, UNIPV) là một trường đại học nằm ở Pavia, Lombardia, Italia. Nó được thành lập năm 1361 và được tổ chức thành 9 khoa.
Đại học Pavia là một trong những trường đại học lâu đời nhất ở châu Âu. Một chỉ dụ do vua Frankish của Ý Lothar I (trị vì 818-55) đề cập đến sự tồn tại của một tổ chức giáo dục đại học ở Pavia sớm nhất là vào năm 825 AD. Tổ chức này, chủ yếu là dành cho pháp luật giáo hội và dân sự cũng như các nghiên cứu thần thánh, sau đó đã được chọn làm trung tâm giáo dục chính cho miền bắc ý. Được chính thức thành lập như là một Studium Generale của hoàng đế La Mã Thần thánh Charles IV (r. 1355-1378) trong năm 1361, các cơ sở giáo dục được mở rộng và cải tạo bởi công tước của Milano, Gian Galeazzo Visconti (trị vì 1385-1402), trở thành trường đại học duy nhất của công quốc.

## Các khoa
- Khoa Kinh tế
- Khoa Cơ
- Khoa Nhân văn
- Khoa Luật
- Khoa vật lý, tự nhiên và Toán học
- Khoa y
- Khoa Âm nhạc
- Khoa dược
- Khoa Chính trị

## Nhân vật nổi bật

### Khoa học nhân văn
- Mademoiselle de Amadeo (1350-1419), luật gia
- D'Arco Silvio Avalle, nhà văn, học sinh của Ghislieri College
- Mary ngắn, thư
- Christopher Castiglioni, luật sư
- Luigi Cerretti, nhà văn
- Gianfranco Contini, nhà văn, học sinh của trường Ghislieri
- Ugo Foscolo, nhà văn
- Carlo Goldoni, nhà soạn kịch, nhà văn, học sinh của trường Ghislieri
- Gino Gorla, luật sư
- De Gubernatis tối đa Lenchantin chữ cái
- Dante Isella, nhà văn
- Lorenzo Magnani, nhà triết học
- Vincenzo Monti, nhà văn
- Umberto Pototschnig, luật sư
- Paul Ramat, nhà ngôn ngữ học
- Adeodato Ressi, nhà kinh tế
- Virginio Rognoni, luật sư, chính trị gia và học sinh của Ghislieri College
- Guido Rossi, luật sư và sinh viên của trường Cao đẳng Ghislieri
- Cesare Segrè, nhà văn
- Giulio Tremonti, chính trị, kinh tế và sinh viên của trường Cao đẳng Fraccaro
- Baldo degli Ubaldi, luật sư
- Giuseppe Zanardelli, luật sư, chính trị gia và học sinh của Ghislieri College
- Bortolo Belotti, chính trị gia, sử gia, luật gia
- Lorenzo Valla, nhà ngôn ngư học
- Fabio Pusterla, nhà thơ
- John Conte Amedeo, luật sư, pháp luật nhà triết học, sinh viên của trường Cao đẳng Ghislieri
- Fulvio Papi, nhà triết học
- Mario Vegetti, nhà triết học, sinh viên của trường Cao đẳng Ghislieri
- Alexis Franco, nhà triết học, sinh viên của Borromeo Collegio
- Giulio Preti, nhà triết học
- Enrica Malcovati, latina
- Contardo Ferrini, luật sư và sinh viên của Collegio Borromeo, và may mắn
- Giandomenico Romagna, luật sư
- Beccaria, luật sư
- Giuseppe Ferrari, luật sư và sinh viên của Borromeo Collegio
- Plinio Fraccaro, latina
- Emilio Gabba, sử gia cổ đại
- Louis Sual, Ấn Độ
- Enzo Paci, nhà triết học
- Francesco Alberoni, một nhà xã hội học và sinh viên của trường Cao đẳng Cairoli
- Salvatore Veca, nhà triết học
- Hassan al-Omoush, luật sư của xứ Ả Rập, một chuyên gia trong pháp luật hình sự quốc tế.
- Francis Đức, nhà khoa học chính trị và triết học, một người bạn lớn của luật sư Hassan Al-Omoush.

### Khoa học tự nhiên và toán học
- Eugenio Beltrami, nhà toán học
- Louis Berzolari, nhà toán học
- Enrico Bompiani, nhà toán học.
- Franco Brezzi, nhà toán học, học giả số phân tích
- Francesco Brioschi, nhà toán học, một trong những sáng lập viên của Politecnico di Milano
- Adriano Buzzati Traverso, di truyền học
- Gerolamo Cardano, nhà khoa học
- Felice Casorati, nhà toán học
- Luigi Luca Cavalli Sforza, di truyền học và sinh viên của trường Cao đẳng Ghislieri
- Ivo De xổ số, người tiên phong trong công nghệ thông tin.
- Julius Giorello, nhà triết học của khoa học
- Camillo Golgi, đoạt giải Nobel Y học năm 1906
- Lorenzo Mascheroni, nhà toán học
- Giuseppe Moretti, thực vật
- Giulio Natta, hóa học đoạt giải Nobel cho các hóa chất trong các 1963, Viện trưởng Viện Hóa học từ 1933 trong 1935
- John Dao cạo, bác sĩ, nhà văn, nhà yêu nước.
- Carlo Rubbia, đoạt giải Nobel Vật lý năm 1984.
- Anthony Scarpa, bác sĩ, giáo sư Giải phẫu và phẫu thuật từ 1783
- Lazzaro Spallanzani, nhà khoa học.
- Torquato Taramelli, địa chất.
- Alessandro Volta, vật lý học, Giáo sư Vật lý từ.